# Emmabrug (Nieuwegein)
De Emmabrug of Hogebrug is een dubbele ophaalbrug in Vreeswijk in Nieuwegein in de Nederlandse provincie Utrecht.
In de jaren 1880 werd het Merwedekanaal gegraven. Boven de rivier de Lek werd daarom in Vreeswijk, toen nog een afzonderlijk dorp en gemeente, de Koninginnensluis in de jaren 1882-1886 gemaakt. Aan de noordkant van de schutsluis werd de Wilhelminabrug gebouwd en over het zuidelijk sluishoofd de Emmabrug, van staal met klink-verbindingen. Omdat de Wilhelminabrug lager is staat de Emmabrug ook bekend als Hogebrug, Hoge Brug of Hoge brug.
De sluis en de Emmabrug zijn sinds 2002 beschermd als rijksmonument.